# Giuseppina Pasqua
Giuseppina Pasqua (Perúgia, Itália, 24 de outubro de 1851 - 24 de fevereiro de 1930) foi uma mezzo-soprano italiana que atuou por toda a Europa desde o final da década de 1860 até aos primeiros anos do século XX. Recorda-se especialmente por ter participado na estreia mundial da última ópera de Verdi, Falstaff, no papel de Mrs. Quickly.

## Vida e carreira
Pasqua começou sua formação na sua cidade natal com Ulisse Corticelli, e fez a sua estreia profissional no teatro Morlacchi da cidade em 1868, cantando o papel de Oscar (uma soprano ligeira) em Un ballo in maschera. Depois de completar seus estudos com Marietta Piccolomini cantou a Margarita de Valois de Les Huguenots em Palermo, e na estreia, no San Carlo de Nápoles, de Giovanna di Napoli, de Errico Petrella, em 1869. Estreia em La Scala de Milão em 1872 como Ännchen em Der Freischütz.
A conhecida mezzo-soprano Maria Waldmann aconselhou-a que passasse à função de mezzo-soprano, e, depois de completar a sua formação com Luigia Abbadia, começou a interpretar alguns papéis menores na La Scala. Desde 1878 começou a ter grandes sucessos nesse teatro, e nos principais da Itália, com o seu novo repertório (La forza del destino em Nápoles, ou Aida em Bolonha). Em 1878-79 actuou em Moscovo, Munique e no Covent Garden de Londres (A favorita). Desde 1872 até 1897 apareceu regularmente no Teatro Real de Madrid, onde foi muito querida pelo público, especialmente no papel protagonista de Carmen. Na década de 1880 e 1890 apresentou-se em Lisboa, São Petersburgo e no Grande Teatro do Liceu de Barcelona, onde foi prima donna contralto entre 1881 e 1887.
Em 1884, na La Scala, cantou a parte de Eboli na apresentação da nova versão italiana de Don Carlos. Em 9 de fevereiro de 1893 participou na estreia de Falstaff, a última ópera de Verdi, no papel de Mrs. Quickly, que o compositor tinha pensado para a sua voz, lhe dedicando expressamente a cena do segundo acto Giunta all'albergho.
Desde o seu casamento, Pasqua foi também frequentemente conhecida como Giuseppina Pasqua-Giacomelli.